# Bundestagswahlkreis Meißen – Riesa – Großenhain
Der Bundestagswahlkreis Meißen – Riesa – Großenhain war von 1990 bis 2002 ein Wahlkreis in Sachsen. Er besaß die Nummer 313 und umfasste die Landkreise Meißen, Riesa und Großenhain. Im Rahmen der Wahlkreisreform von 2002, bei der die Anzahl der Wahlkreise in Sachsen von 21 auf 17 reduziert wurde, wurde das Gebiet des Wahlkreises auf die vier Wahlkreise Delitzsch – Torgau-Oschatz – Riesa, Kamenz – Hoyerswerda – Großenhain, Dresden II – Meißen I und Döbeln – Mittweida – Meißen II aufgeteilt.
Das Direktmandat wurde stets von Hans-Dirk Bierling (CDU) gewonnen.

## Bundestagswahl 1998
| Kandidaten                     | Kandidaten                      | Parteien/Listen     | Erststimmen | Erststimmen | Zweitstimmen | Zweitstimmen |
| Kandidaten                     | Kandidaten                      | Parteien/Listen     | Stimmen     | %           | Stimmen      | %            |
| ------------------------------ | ------------------------------- | ------------------- | ----------- | ----------- | ------------ | ------------ |
|                                | Hans-Dirk Bierlinggewählt im WK | CDU                 | 56.358      | 38,5        | 51.714       | 35,3         |
|                                | Marion Langer                   | SPD                 | 41.883      | 28,6        | 39.195       | 26,7         |
|                                | Kurt Kortgen                    | F.D.P.              | 4.341       | 3,0         | 5.205        | 3,5          |
|                                | Brigitte Zschoche               | PDS                 | 29.505      | 20,2        | 29.184       | 19,9         |
|                                | Karl-Heinz Gerstenberg          | GRÜNE               | 5.582       | 3,8         | 5.894        | 4,0          |
|                                | Kerstin Lorenz                  | REP                 | 3.346       | 2,3         | 2.858        | 1,9          |
|                                | –                               | ödp                 | –           | –           | 159          | 0,1          |
|                                | –                               | GRAUE               | –           | –           | 603          | 0,4          |
|                                | −                               | PBC                 | –           | –           | 230          | 0,2          |
|                                | –                               | Pro DM              | –           | –           | 4.108        | 2,8          |
|                                | Matthias Paul                   | NPD                 | 3.522       | 2,4         | 2.719        | 1,9          |
|                                | −                               | BFB – Die Offensive | –           | –           | 470          | 0,3          |
|                                | –                               | DVU                 | –           | –           | 3.612        | 2,5          |
|                                | –                               | Chance 2000         | –           | –           | 32           | 0,0          |
|                                | Dietmar Klingenberg             | DSU                 | 1.792       | 1,2         | –            | –            |
| Gesamt                         | Gesamt                          | Gesamt              | 146.329     | 100         | 146.657      | 100          |
|                                |                                 |                     |             |             |              |              |
| Ungültige Stimmen              | Ungültige Stimmen               | Ungültige Stimmen   | 3.014       | 2,0         | 2.686        | 1,8          |
| Wähler                         | Wähler                          | Wähler              | 149.343     | 80,7        | 149.343      | 80,7         |
| Wahlberechtigte                | Wahlberechtigte                 | Wahlberechtigte     | 185.004     |             | 185.004      |              |
|                                |                                 |                     |             |             |              |              |
| Quellen: Der Bundeswahlleiter, |                                 |                     |             |             |              |              |

## Bundestagswahl 1994
| Kandidaten                     | Kandidaten                      | Parteien/Listen   | Erststimmen | Erststimmen | Zweitstimmen | Zweitstimmen |
| Kandidaten                     | Kandidaten                      | Parteien/Listen   | Stimmen     | %           | Stimmen      | %            |
| ------------------------------ | ------------------------------- | ----------------- | ----------- | ----------- | ------------ | ------------ |
|                                | Hans-Dirk Bierlinggewählt im WK | CDU               | 66.900      | 53,3        | 64.528       | 51,1         |
|                                | –                               | SPD               | 26.030      | 20,7        | 26.934       | 21,3         |
|                                | –                               | PDS               | 20.178      | 16,1        | 20.838       | 16,5         |
|                                | –                               | GRÜNE             | 6.316       | 5,0         | 5.934        | 4,7          |
|                                | –                               | F.D.P.            | 6.139       | 4,9         | 4.805        | 3,8          |
|                                | –                               | GRAUE             | –           | –           | 697          | 0,6          |
|                                | –                               | REP               | –           | –           | 1.980        | 1,6          |
|                                | –                               | MLPD              | –           | –           | 19           | 0,0          |
|                                | –                               | ÖDP               | –           | –           | 243          | 0,2          |
|                                | –                               | PBC               | –           | –           | 300          | 0,2          |
| Gesamt                         | Gesamt                          | Gesamt            | 125.563     | 100         | 126.278      | 100          |
|                                |                                 |                   |             |             |              |              |
| Ungültige Stimmen              | Ungültige Stimmen               | Ungültige Stimmen | 2.179       | 1,7         | 1.464        | 1,1          |
| Wähler                         | Wähler                          | Wähler            | 127.742     | 70,8        | 127.742      | 70,8         |
| Wahlberechtigte                | Wahlberechtigte                 | Wahlberechtigte   | 180.541     |             | 180.541      |              |
|                                |                                 |                   |             |             |              |              |
| Quellen: Der Bundeswahlleiter, |                                 |                   |             |             |              |              |

## Bundestagswahl 1990
| Kandidaten                  | Kandidaten                      | Parteien/Listen   | Erststimmen | Erststimmen | Zweitstimmen | Zweitstimmen |
| Kandidaten                  | Kandidaten                      | Parteien/Listen   | Stimmen     | %           | Stimmen      | %            |
| --------------------------- | ------------------------------- | ----------------- | ----------- | ----------- | ------------ | ------------ |
|                             | Hans-Dirk Bierlinggewählt im WK | CDU               | 70.704      | 52,0        | 70.191       | 51,4         |
|                             | Udo Schmidt                     | SPD               | 24.695      | 18,2        | 24.575       | 18,0         |
|                             | Gudrun Reichelt                 | F.D.P.            | 13.666      | 10,1        | 14.574       | 10,7         |
|                             | Ingo Eisenreich                 | GRÜNE             | 10.291      | 7,6         | 7.799        | 5,7          |
|                             | –                               | REP               | –           | –           | 1.274        | 0,9          |
|                             | –                               | NPD               | –           | –           | 493          | 0,4          |
|                             | –                               | ÖDP               | –           | –           | 224          | 0,2          |
|                             | Birgit Zander                   | DSU               | 3.771       | 2,8         | 2.305        | 1,7          |
|                             | Steffen Köhler                  | PDS               | 12.723      | 9,4         | 12.109       | 8,9          |
|                             | –                               | DIE GRAUEN        | –           | –           | 2.345        | 1,7          |
|                             | –                               | BSA               | –           | –           | 42           | 0,0          |
|                             | −                               | LIGA              | –           | –           | 382          | 0,3          |
|                             | –                               | KPD               | –           | –           | 45           | 0,0          |
|                             | –                               | Patrioten         | –           | –           | 18           | 0,0          |
|                             | –                               | SpAD              | –           | –           | 30           | 0,0          |
|                             | –                               | VAA               | –           | –           | 141          | 0,1          |
| Gesamt                      | Gesamt                          | Gesamt            | 135.850     | 100         | 136.547      | 100          |
|                             |                                 |                   |             |             |              |              |
| Ungültige Stimmen           | Ungültige Stimmen               | Ungültige Stimmen | 3.189       | 2,3         | 2.492        | 1,8          |
| Wähler                      | Wähler                          | Wähler            | 139.039     | 74,2        | 139.039      | 74,2         |
| Wahlberechtigte             | Wahlberechtigte                 | Wahlberechtigte   | 187.455     |             | 187.455      |              |
|                             |                                 |                   |             |             |              |              |
| Quellen: Statistik Sachsen, |                                 |                   |             |             |              |              |

## Wahlkreissieger
| Wahl | Name               | Partei | Erststimmen |
| ---- | ------------------ | ------ | ----------- |
| 1998 | Hans-Dirk Bierling | CDU    | 38,5 %      |
| 1994 | Hans-Dirk Bierling | CDU    | 53,3 %      |
| 1990 | Hans-Dirk Bierling | CDU    | 52,0 %      |